# Додаток (програма)
Додаток (англ. add-on) в програмуванні — це клас відносно невеликих програм, що доповнюють і розширюють можливості основного застосунку (англ. application) або ж міняють його зовнішній вигляд. Ці програми використовують дозволений і окремо специфікований програмний інтерфейс основного застосунку і мають сенс тільки в межах основного застосунку.
Виробники програмного забезпечення називають ці продукти по різному: доповнення (англ. add-on), вставка (англ. plug-in), розширення (англ. extension), іноді модуль (англ. module). Хоча деякі розробники навіть будують внутрішні ієрархії з цих понять, в цілому індустрія не виробила стандартних визначень для них, і їхнє використання визначається в рамках кожної компанії чи спільноти розробників.
Як правило розробники зацікавлені в створенні системи додатків до своїх провідних продуктів. Додатки не тільки забезпечують гнучку систему налаштування і розширення під потреби користувача — така модульна архітектура допомагає залучити до розробки численних незалежних розробників, які пропонують свої розробки на платній чи безплатній основі.
Прикладами можуть служити додатки Mozilla, додаткові модулі Eclipse, розширення Microsoft Visual Studio чи додатки Microsoft Flight Simulator.